# ARCADIA (THE ALFEEのアルバム)
『ARCADIA』（アルカディア）は、1990年10月17日に発売されたTHE ALFEEの14枚目のオリジナルアルバム。

## 概要
1990年発売当時のCDの帯には「エスニックハード」と記載されたが、ハードロック調かつ民族音楽的な色彩の楽曲で構成されている。
歌詞ブックレットが36頁に及ぶためブックケース仕様となったが、ケース入り作品の歌詞ブックレットでは珍しく形状が正方形に近い。
本作は一般向けLPを販売しない最初のアルバム。
本作の発売に合わせ、過去に発売されたポニーキャニオン時代のアルバムが豪華ブックケース仕様CDとして同日一斉に再発売された。

## 収録曲
全作詞・作曲:高見沢俊彦
1. Arcadia
1991年の大阪国際女子マラソンイメージソング
2. Masquerade Love
レコーディングでは、タブラが使用されている。
3. Rainbow in The Rain
ライヴで、「虹の彼方に」(Over the Rainbow) が前置きで演奏されることがある。
4. Eurasian Rhapsody
5. Count Down 1999
1986年リリースのアルバム『AGES』の時には、歌詞は出来上がっていなかったものの、既に音は仕上がっていた[1]。坂崎はライヴでは、ガットギターをスタンドギターで弾き、更にはパーカッションを演奏しているが、PVではリュートギターとドラムを演奏している。
2023年発売のベスト・アルバム『SINGLE CONNECTION & AGR - Metal & Acoustic -』で「50th Anniversary Ver.」として再録された。
6. 流砂のように
アルバムリリース当時のライブではエンディング部分で、キング・クリムゾンの「21世紀のスキッツォイド・マン」のイントロ部分が演奏された。
7. Funky Dog!
高見沢がつけた仮タイトルが、そのまま曲名となっている。
坂崎はライヴではボーカルに専念しているが、レコーディングではシタールを演奏している。
犬がテーマであることもあり、1998年秋のコンサートツアーで同曲の演奏の際に、高見沢デザインのキャラクター「POCHI」がステージのスクリーンに登場した。
8. My Best Friend
CDでは主に桜井がリードボーカルを担当しているが(終盤の一部分は高見沢が担当)、レコーディングされる前は高見沢が担当であった。
9. Shadow of Kingdom
ゲーム『シャドウブレイン』のテーマ
2014年リリースのセルフカバーアルバム『Alfee Get Requests! 2』に、新録音源が収録された。
10. Mind Revolution
11. On The Border
「Mind Revolution」から無音部分無しでそのまま始まる。後述の「Flower Revolution」と合わせメドレー形式であるとも言える。
1989年夏の朝霞での野外イベントで初披露された曲をCD化。イベント前日まで歌詞を書いていたとのこと(高見沢談)。
ライヴでは、「平和について」やPeter, Paul and Mary(PPM)の「悲惨な戦争 (The Cruel War)」が前置きで演奏されることがある。
12. Flower Revolution (Slash Mix)
「On The Border」のアウトロを引き継ぐ形で曲が始まる。同年のシングルタイトル曲をアレンジしたもの。

## 関連作品
本作収録曲の「ARCADIA」、「Count Down 1999」を収録したミュージックビデオが発売された。
- ARCADIA Included by Count Down 1999（VHS・1990年11月21日）
- Video Clips VICTORY（LD・1993年7月21日）※VHSも発売されたが、LDのみ上記内容収録